# دختر چهل‌تکه شهر آز (فیلم)
دختر چهل‌تکه شهر آز (انگلیسی: The Patchwork Girl of Oz) یک فیلم صامت به کارگردانی جی. فارل مک‌دانلد است که در سال ۱۹۱۴ منتشر شد.

## بازیگران
- برت گلنن
- هال روچ
- جوانیتا هانسن
- هارولد لوید
- فرانک مور
- وایولت مک‌میلان
- فرد وودوارد
- ریموند راسل
- بن دیلی
- ویویان رید